# 博洛特·曼别托夫
博洛特·曼别托维奇·曼别托夫（俄语：Болот Мамбетович Мамбетов；1907年5月5日—1990年3月2日），吉尔吉斯族，苏联党和国家领导人。经济学博士。曾任吉共（布）中央委员会副书记、伏龙芝州委第一书记、吉尔吉斯苏维埃社会主义共和国最高苏维埃主席、部长会议主席等职务。

## 生平
- 1907年4月22日（格里历：5月5日）出生于七河州科利佐夫卡村的一个富裕家庭。
- 1925年-1930年，奥伦堡工人学院学习。1929年加入联共（布）。
- 1930年-1935年，莫斯科水利工程学院学习，获水利工程师资格。
- 1935年-1937年，伊塞克湖州捷基-奥古兹区水利局工程师。
- 1937年-1940年12月，奥什州阿拉万区灌溉局局长。
- 1940年12月-1941年5月，吉共（布）中央第三书记。
- 1941年5月-1943年，吉共（布）中央委员会书记。
- 1943年-1945年，吉共（布）中央委员会副书记。
- 1945年-1951年11月，吉共（布）伏龙芝州委第一书记。
- 1950年7月-1953年8月，吉尔吉斯苏维埃社会主义共和国最高苏维埃主席。
- 1953年-1954年，苏联科学院吉尔吉斯分院水利与能源研究所所长。1953年获经济学博士学位。
- 1954年-1961年5月，吉尔吉斯苏维埃社会主义共和国土地复垦和水利部部长。
- 1961年5月-1968年1月，吉尔吉斯苏维埃社会主义共和国部长会议主席。
- 1968年1月起退休，享受个人养老金待遇。
- 1990年3月2日于莫斯科逝世，享年82岁。葬于新孔策沃公墓。

曼别托夫是苏共22-23大代表，第22-23届中央候补委员；第2-3,6-7届苏联最高苏维埃民族院代表。

## 荣誉
- 三次列宁勋章
- 红星勋章
- 三次劳动红旗勋章
- 劳动英勇奖章